# 김진희 (1981년생 축구인)
김진희(1981년 3월 26일 ~ )는 대한민국의 은퇴한 여자 축구 선수이다. 한국 여자 축구 국가대표팀의 일원이었고 2003 FIFA 여자 월드컵에 참가했으며대한민국 여자 축구 국가대표팀 소속으로 FIFA 여자 월드컵에서의 득점을 기록한 첫 번째 인물이 되었다.

## 생애
인천부평초등학교 시절 해당 학교의 축구부가 유명했기에 남자들과 같이 축구를 시작 했었다.
당시 남자들과의 경기에서도 매우 돋보였으며, 훗날 대한민국 남자 축구 대표팀 선수이자, 부평초 동창인 이천수에게 초등학생 시절 자신을 왜 괴롭혔냐는 질문에 자기보다 빠르고 잘해 샘이 나서 그랬다고 밝히기도 했다.
부모님을 설득하여 중학교 때부터 정식 여자 축구부가 있는 가정여자중학교에 입학했으며, 인천디자인고등학교 2학년 때는 성인 대표팀에 발탁되기도 했다.
하지만 기대했던 것과 다르게 성인 대표팀에서는 매우 엄격한 규율과 무서웠던 선배들의 뒷바라지와 아이스박스를 나르는 일을 떠 맡아 다시 대표팀에 뽑히지 않았으면 하는 생각이 들기도 했다고 한다.
이는 시간이 지날 수록 점차 적응이 되었고 1999년 AFC 여자 아시안컵에서 첫 A매치 데뷔와 데뷔골까지 기록하게 되었다.
울산과학대학 진학 후 여러 문제로 인해서 6개월만에 학교를 나오게 되었고 이후 숭민 원더스 여자 축구단에 입단하게 된다.
하지만 입단 후 부상으로 1년 정도를 경기를 뛰지 못 한데다가 팀이 해체까지 하여 다시 울산과학대학에 들어가 1년 반 정도를 뛰게 되었다.
이후 다시 대표팀에 뽑히게 된 김진희는 2003년 AFC 여자 아시안컵에서 대표팀이 3위를 기록하는데 기여하였고 FIFA 여자 월드컵 본선 진출을 확정짓게 되었다.
월드컵 본선에서는 비록 3연패를 기록했지만 김진희는 마지막 3차전인 노르웨이전에서 골을 기록하며 대한민국 여자 축구 국가대표팀의 FIFA 여자 월드컵에서의 첫 득점자가 되었다.
월드컵이 끝나고 2003년에 현대제철에 입단하게 되지만 계속되는 부상으로 고생하게 되었고 해외 진출 또한 무산되게 되었다.
2007년에 대표팀 은퇴를 선언했고 구단에서도 물러나려고 했지만 당시 현대제철의 감독인 안종관 감독의 설득으로 2010년까지 뛰게 되었다.
2011년, 완전한 은퇴를 선언한 그녀는 축구 행정가로서의 길을 가기 위해 여러 공부를 준비하고 있다.